# 고슈카이도역
고슈카이도역(일본어: 甲州街道駅, こうしゅうかいどうえき 코슈카이도에키[*])은 일본 도쿄도 히노시에 있는 다마 도시 모노레일 다마 도시 모노레일 선의 역이다.
동일본여객철도의 주오 본선이나 게이오 전철의 게이오 선과 연계하여 출퇴근 또는 통학하는 승객들이 주로 이용한다.

## 역 구조
대향식 승강장 2면 2선의 고가역이다.

### 승강장
| 1 | 다마 도시 모노레일 선 | 다치카와키타・다마가와조스이・가미키타다이 방면 |
| 2 | 다마 도시 모노레일 선 | 다카하타후도・다마 센터 방면                    |

## 역 주변
- 주오 자동차도
- 다마강
- 도쿄 도 지방도 256호선(고슈 가도)
- 도쿄 도 지방도 503호선
- 히노 경찰서

## 역사
- 2000년 1월 10일: 영업 개시.

## 인접역
| 다마 도시 모노레일 다마 도시 모노레일 선 | 다마 도시 모노레일 다마 도시 모노레일 선 | 다마 도시 모노레일 다마 도시 모노레일 선 |
| ---------------------------------------- | ---------------------------------------- | ---------------------------------------- |
| 시바사키타이이쿠칸 가미키타다이 방면     |                                          | 만간지 다마 센터 방면                    |